# Agrothereutes neodiprionis
Agrothereutes neodiprionis là một loài tò vò trong họ Ichneumonidae.